# Małgorzata Mańka
Małgorzata Mańka (ur. 15 stycznia 1951 w Poznaniu) – polska profesor nauk leśnych. 

## Życiorys
Specjalizuje się w zagadnieniach z zakresu agronomii, fitopatologii, oraz ochrony roślin. Członek korespondent Polskiej Akademii Nauk od 2007. Wykładowczyni w Katedrze Fitopatologii Leśnej Uniwersytetu Przyrodniczego w Poznaniu, przewodnicząca Polskiego Towarzystwa Fitopatologicznego.
Habilitowała się w 1990 na Wydziale Ogrodniczym Akademii Rolniczej im. Augusta Cieszkowskiego w Poznaniu (obecnie UP) na podstawie pracy zatytułowanej „Patogeniczność wybranych gatunków z rodzaju Fusarium dla siewek zbóż”, tytuł profesora nauk leśnych nadano jej w 1996.

## Nagrody i wyróżnienia
Odznaczona m.in.:
- Nagrodą Ministra Edukacji Narodowej i Sportu – za współautorstwo „Słownika fitopatologicznego” (2003) i współautorstwo „Słownika botanicznego” (2004),
- Srebrnym Krzyżem Zasługi (1999)[4],
- Medalem Zasłużony dla Uniwersytetu Przyrodniczego w Poznaniu (2011),
- Złotym Krzyżem Zasługi (2011)[5],
- Medalem Komisji Edukacji Narodowej (2014).